# 松山重治
松山重治（生年不詳－卒年不詳）是日本戰國時代於攝津國的武將。通称新介、新太郎。

## 生平
出身於堺，最始是本願寺的番士，之後仕於松永久秀和三好長慶。口才了得，更精於小皷、尺八、早歌等藝能，因此被稱為「堺之名物男」（堺の名物男）（『堺鑑』）。
在永祿4年（1561年）11月的將軍地藏山之戰中，家中被稱為「鎗中村」的家臣中村新兵衛高續殺死六角義賢的家臣永原安藝守（『常山紀談』）。永祿5年（1562年）5月，在教興寺之戰中輔助安宅冬康，與畠山高政率領的根來寺眾戰鬥並勝利。被三好家賜予約5千石，率領2千士兵（『太閤記』），與松永久秀、鳥養貞長、野間長久、野間康久一同，是代表三好政權的家臣之一。
在三好家沒落後，仕於織田信長。天正10年（1582年）1月，參加進攻高野山（紀州征伐）（『紀伊續風土記』），此時在伊都郡內築起多和城（『二見文書』）。此後消息不明。

## 脚注
1. ↑  『堺鑑』（仕官の項）

## 关联条目
- 菊池宽
- 常山紀談